# 宗像氏貞
宗像 氏貞（むなかた うじさだ）は、戦国時代の大名。宗像大社第79代大宮司。居城は蔦ヶ岳城。宗像氏本流の最後の当主。

## 生涯

### 家督争いと家督継承
天文14年（1545年）、筑前国の宗像大社第78代大宮司・宗像正氏の庶子として生まれる。幼名は鍋寿丸。
父・正氏は大内氏に属し天文16年（1547年）に死去すると、その家督は父の猶子・宗像氏男が継ぐことになった。ところが天文20年（1551年）、陶晴賢の謀反により大内義隆が討たれた大寧寺の変において、氏男は義隆を守り奮戦するが討死した。
そのため、宗像氏内部で家督争いが起こる。鍋寿丸の相続を支持する一派が白山城に、宗像千代松（氏男の弟）を支持する一派が蔦ヶ岳城に立て籠もって、家督を巡って争った。しかし陶晴賢は鍋寿丸の家督相続を支持したため、鍋寿丸がこの争いに勝利して、1551年9月12日、鍋寿丸は宗像に入り、翌年宗像大宮司に補任され、宗像総領を継いだ。1552年、山田事件が起き、宗像氏男の父である宗像氏続は英彦山に逃亡するも、その年の暮れに土橋氏康によって殺害された。氏貞は山口派の領主として活動し、吉見正頼が打倒陶の兵を挙げた1554年の石見三本松城にも参加している。また、1555年の厳島の戦いで陶晴賢は自刃するが、この戦いに宗像勢も参加したという説があるが実際は不明。小早川隆景は宗像を騙り、厳島の陶軍の陣に兵を紛れ込ませたともいわれている（宗像氏の有した水軍衆は諸国に知れ渡っていたため）。

### 九州の騒乱と立花道雪との対立
1557年、鍋寿丸は元服し宗像氏貞と名乗る。翌年には杉連緒とも戦う。この頃大内氏滅亡により宗像郡内にあった大内氏所領・西郷庄の代官河津隆家が氏貞に帰属を決め、河津隆家を中心とした西郷党を支配下に置く。そして大内氏の北九州所領を引き継いだ大友氏に従うこととなる。しかし、毛利氏が北九州に侵攻すると、秋月氏らとともに大友氏を離反。1558年1月22日、大友家の立花山城主立花鑑載と奴留湯融泉と宗像郡村山田郷古賀原で合戦になる。1559年9月25日、宗像の地を大友氏の支援を得た宗像鎮氏が襲撃、氏貞は宗像を捨て逃亡するが、毛利氏の支援を得て、1560年3月27日に所領を奪回し、4月18日、そして8月16日～19日、翌年の3月15日まで、許斐山城、赤間表、長尾原、白山城、蔦ヶ嶽城、吉原里城に数度大友軍立花鑑載・奴留湯融泉・吉弘鑑理・高橋鑑種・臼杵鑑速・立花道雪らの攻勢を防いだ。その後毛利氏と大友氏の講和が成ると、氏貞も大友氏と講和する。
1567年、高橋鑑種が大友宗麟に叛旗を翻すと、氏貞も同調し、秋月種実、筑紫惟門、大友一族の立花鑑載も同調する。これにより筑前・豊前は大混乱となり、大友氏と毛利氏は立花山城攻防戦等、北九州各地で干戈を交えた。1569年、北九州より毛利氏が撤退すると、大友氏に降伏。講和条件として大友氏の重臣臼杵鑑速の娘を宗麟の養女として、1570年に妻とした。もう一つの条件として家臣の河津隆家の殺害があり、氏貞はやむなく隆家を殺害した。殺害したものの、これを深く悔やんだ氏貞は隆家の子供達を取り立てて、一門同様の扱いとした。戸次鑑連（立花道雪）が立花氏の家督を継ぎ、立花山城主となるとその関係に氏貞は心を砕いた。自身の妹を人質として側室に差し出したのも、苦心の表れであろう。
1581年、秋月種実が大友領への侵攻を開始。一部の宗像家臣が立花勢の兵糧を強奪し、道雪は激怒。氏貞は謝罪に努めるも道雪は軍を出し、宗像氏への攻撃を開始した。一度は立花勢を撃退するも、最終的には守りきれず、宗像を捨てて逃亡。1584年には、側室兼人質として立花道雪の元にいた氏貞の妹・色姫が、氏貞と道雪の対立に心を痛めて離縁や自害しているという伝承があるが事実ではない。1585年に立花道雪が病死すると、すぐさま反撃を開始し旧領を回復した。翌1586年、豊臣秀吉の九州征伐前に急死した。
氏貞の子の塩寿丸が亡くなり氏貞の未亡人も去った為、家督は事実上擬大宮司職（大宮司職に次ぐ職）の一族の深田氏栄が後を継ぐことになった。なお、翌年の秀吉の九州征伐によって、宗像大社の大宮司の権限は、祭礼のみに限定されることとなった。

## その後の宗像氏
氏貞の男子塩寿丸が早世していたため、宗像氏には嗣子がなかった。肥後宗像家文書・宗像家系図によると秋月家からの養子・宗像才鶴が継承者であったが、近年発見された小早川隆景や吉川元春、益田氏の書状などの史料によると宗像才鶴は毛利氏の重臣益田元祥の次男・益田景祥であることが確実となり、氏貞死後の養子として豊臣秀吉の九州征伐の際に活躍した。秀吉により武功と知行を認める判物と軍勢加勢への朱印状をもらったが、九州平定が成ると、筑前は小早川隆景に与えられ、元の宗像領は没収となり、一族や家臣らは離散し、居城の蔦ケ岳城も秀吉の命で破却されたが、替わりに筑後国に三百町の領地を与えられて隆景の与力となった。のち文禄四年（1595年）に景祥の兄・益田広兼が急死したため､父・益田元祥に乞われて実家に戻った｡
一方、氏貞の妻は秀吉より筑後国に四百町の領地を与えられ、氏貞との間に生まれた長女は小早川隆景の重臣草刈重継に嫁いだ（長女の死後は三女、一説は次女を継室となった）。
重継は朝鮮出兵の戦功で秀吉から宗像氏の跡職を兼領し嫡男の就継が一時的に宗像助次郎を称したが、まもなく名を福岡に改め、更に関ヶ原合戦後に毛利家臣として復帰し、草苅の名に復した。
そこで、次女（一説は三女）を娶った毛利輝元家臣の市川与七郎景延が宗像清兵衛と名を改めて宗像氏の名跡を継承し、のちは細川忠興に仕えて肥後に行って肥後宗像氏の祖となる。
分流に宗像氏隆もいる。